# 赤松時勝
赤松 時勝（あかまつ ときかつ）は、室町時代中期の武将。赤松満祐の甥に当たる。満祐の実弟・赤松義雅の子。

## 生涯
父の義雅は嘉吉の乱で兄に協力して幕府軍の追討を受け、9月に城山城が落城すると寄せ手の一手を務めていた赤松一族の赤松満政に降参した。しかし、義雅は満祐の弟であるとして許されずに自害させられ、当時9歳だった時勝（千代丸）は満政の庇護を受けて室津に隠された。やがて満政の手配により、建仁寺の天隠龍沢に庇護され、その天隠により大納言の三条実量に身柄を渡され、所領のあった近江浅井郡丁野村の成願寺で密かに養育された。
はじめは僧侶として育てられたが、のちに還俗して時勝と名乗った。康正元年（1455年）に23歳で死去した。
赤松家の家督は時勝の死の8カ月前に生まれた息子の次郎法師丸（のちの政則）が継ぎ、彼の時代に赤松家は大名として再興する。